# Breugelse Beek
De Breugelse Beek is een zijriviertje van de Dommel in de Nederlandse provincie Noord-Brabant.
Het riviertje ontstaat ten oosten van de kern van Breugel uit een aantal afwateringssloten en vloeit evenwijdig aan de hoofdstraat van deze plaats in zuidwestelijke richting om al na een tweetal kilometers de Dommel te bereiken.
Het riviertje stroomt voornamelijk door vochtig en kleinschalig agrarisch gebied.